# Жиліна Маргарита Павлівна
Маргарита Павлівна Жиліна (нар. 1 листопада 1935, м. Іжевськ) — українська художниця декоративно-ужиткового текстилю і живописець. Член НСХУ (1968). Заслужений діяч мистецтв України (2009).

## Біографія
Маргарита Жиліна народилась 1 листопада 1935 р. у м. Іжевськ (нині Удмуртія, РФ). У 1961 р. закінчила Львівський інститут прикладного та декоративного мистецтва (викладачі К. Звіринський, Вітольд Манастирський, Іван Скобало).
У 1961-1973 рр. працювала художницею на Дарницькому шовковому комбінаті (Київ).
З 1974 р. працює у Львівській академії мистецтв. З 1991 р. — доцент кафедри художнього текстилю ЛНАМ.
З 1955 р. — учасниця обласних, всеукраїнських, всесоюзних та зарубіжних мистецьких виставок. Персональні виставки проходили у Києві (1966, 1991).
Вільно володіє різноманітними техніками текстилю, вправно використовує їх виражальні можливості і традиції народної творчості, колористику, багатство, самобутність композиційних рішень. Створює гобелени, костюми, хоругви, візерунки тканин, декоративне панно у техніці батик.
Значну частину робіт виконала у співавторстві з дочкою О. Зальоток[уточнити].
Окремі вироби зберігаються у Музеї українського народного декоративного мистецтва, музеях Києва та Львова, у Львівському палаці мистецтв.

## Творчість

### Живопис
- «Стара Мечеть. Самарканд» (1963)
- «Околиці міста. Бухара» (1963)
- «Стрийський парк» (1984)

### Графіка
- «Яблунева гілка» (1985)
- «Седнів. Біля озера»(1985)
- «Квіти» (1985)

### Гобелени
- «Заграли музики» (1967)
- «Гуцульська родина» (1970)
- «Золотий колос» (1970)
- «Квіти України» (1976)
- «Ювілейний» (1977)

### Поліптих
- «Моя земля» (1979),
- «Райдуга» (1989)
- «Оленка» (1989)
- «Синій птах» (1989)
- «Народна пісня» (1990)

### Проекти тканин
- «Яблуневий цвіт» (1972)
- «Метелик» (1972)

### Декор
- декоративні подушки «Чорна», «Червона», «Сіра», «Жовта» (усі — 1976)
- декоративні доріжки «Мереживо», «Червона калина» (обидві — 1981), «Осінь» (1983)
- комплекти серветок «Темна вишня», «Вечірній» (обидва — 1982), «Червоні маки», «Подарунковий» (обидва — 1983)
- декоративне панно «Букет», «Писанка», «Індійська казка», «Сонечко» (усі — 1984), «Маки» (1997)
- хоругви для Львівської академії друкарства (1995) та Академії зооветеринарної медицини (1996), Інституту фізичної культури (2002) та ліцею ім. Героїв Крут (2005), шкіл Перемишля (2008; усі — у співавт.)
- батики «Мерехтіння» (1996), «Букет» (1997), «Блакитний простір» (2000)

### Одяг
- Сувенірні хустки «Квіти України», «Осіння» (обидві — 1973)
- Жіночі ткані пальта «Морозець та паморозь» (2002)
- Святкові костюми «Іванна» для хору Львівської міськради (2004, співавт.)
- Комплекти плахт за мотивами народних костюмів Київщини для солісток вистави «За двома зайцями» М. Старицького; театру фольклору «Берегиня» (Київ) — «Дівоча», «Жіноча», «Бідняцька» (усі — 2004–05);
- Комплекти плахт і поясів «Веселкові ромби», «Темні вишеньки» (обидва — 2008).

## Нагороди та премії
- 2009 р. — Заслужений діяч мистецтв України